# César d'Estrées
 (décembre 2015).
Si vous disposez d'ouvrages ou d'articles de référence ou si vous connaissez des sites web de qualité traitant du thème abordé ici, merci de compléter l'article en donnant les références utiles à sa vérifiabilité et en les liant à la section « Notes et références ».
César d'Estrées, né le 5 février 1628 à Paris, où il est mort le 18 décembre 1714, est un ecclésiastique et un homme politique français, duc-évêque de Laon et cardinal de l'Église catholique romaine.
C'est l'un des enfants de François Hannibal d'Estrées, le frère de Gabrielle d'Estrées.

## Biographie
La liste de ses titres révèle les éminents rôles qu'il tint et la remarquable carrière qu'il effectua : cardinal d'Estrées, duc et évêque de Laon, Pair de France, camerlingue du Sacré Collège, évêque d'Albano, abbé de Long-Pont, abbé du Mont Saint Eloi, abbé de Saint Nicolas aux Bois, abbé de la Stafarde en Piémont, abbé de Saint Claude en Franche Comté, abbé d'Anchin (Abbaye Saint Sauveur d'Anchin), abbé de Saint Germain des Prés, commandeur de l'Ordre du Saint Esprit, docteur en Sorbonne (université de Paris), membre de l'Académie française (reçu en 1658) et dont il mourut doyen, protecteur de l'Académie de Soissons.
Louis XIV le nomme évêque de Laon, et donc Duc et Pair de France, en février 1653, intronisé en septembre 1655. Il participa à l'Assemblée du clergé en 1660.
En 1665 il montre ses talents de négociateur lors de la préparation du mariage entre la Demoiselle de Nemours (Marie-Jeanne-Baptiste de Savoie), qui était également sa petite nièce (le grand père de l'épouse était César de Vendôme, fils d'Henri IV et de Gabrielle d'Estrées, sœur de César d'Estrées) et Charles-Emmanuel II, Duc de Savoie. En 1666, il fait de même pour le mariage de la sœur cadette (Marie-Françoise-Élisabeth de Savoie) avec le roi du Portugal Alphonse VI du Portugal et il fut chargé de la conduire à Lisbonne.

Le pape Clément X le crée cardinal in pectore lors du consistoire du 24 août 1671. Sa création est publiée le 16 mai 1672 et il reçoit le titre de cardinal-prêtre de Santa Maria in Via (1672). Le 28 janvier 1675, il est nommé cardinal-prêtre de la Sainte Trinité des Monts, église nationale française à Rome (église et couvent de la Trinité-des-Monts).

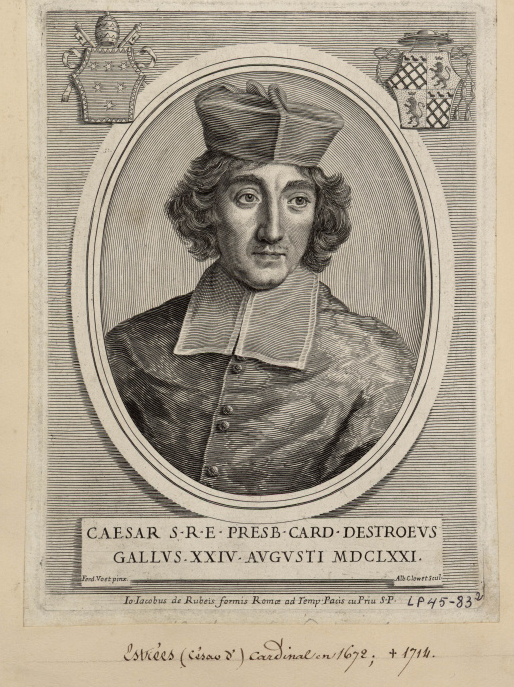
César d'Estrées en 1671. Gravure d'Albertus Clouwet d'après Jacob Ferdinand Voet.

En 1676, César d'Estrées est fait protecteur des affaires du Portugal en Cour de Rome. La même année il participe à Rome au conclave qui élit Innocent XI.
Il rentre en France en 1677 et se retrouve chargé quelques mois plus tard de la négociation du mariage du dauphin, Louis de France, avec la princesse sœur de l'Electeur de Bavière, Marie-Anne de Bavière.
De retour en France en 1679, César d'Estrées se démet de son évêché de Laon en 1681 en faveur de son neveu Jean d'Estrées contre une pension de 3000 livres qu'il donna chaque année à l'hôpital de Laon qu'il avait créé.
Louis XIV le nomme ambassadeur près le Saint Siège lors de l'Affaire de la régale. Il y soutient fermement la position du Roi et la liberté de l'Église gallicane.
Son frère François Hannibal II d'Estrées, ambassadeur de France auprès du Saint Siège étant mort en janvier 1687, César d'Estrées se retrouve chargé de toutes les affaires de la France auprès d'Innocent XI, pape alors en conflit avec Louis XIV. Innocent XI meurt en août 1689, César d'Estrées participe au conclave qui élit Alexandre VIII en octobre de la même année.
Elevé à la dignité de Commandeur du Saint-Esprit en 1688, il en prête le serment en 1689.
Il retourne à Rome en juillet 1691 pour le conclave qui élit Innocent XII. Il y reste deux ans afin de travailler à la défense des intérêts de la France avec le cardinal de Janson (Toussaint de Forbin-Janson) ce qui aboutit en 1693 par un compromis qui met fin à l'affaire de la régale.
En 1693, étant abbé commendataire de l'abbaye Saint-Sauveur d'Anchin, il veut exercer le droit de juridiction et de punition contre son Prieur claustral et ses religieux qui vont plaider devant le Grand Conseil qui dans un arrêt en date du 30 mars 1694, donne raison aux religieux.
César d'Estrées devient cardinal-évêque d'Albano en 1698.
Il retourne à Rome pour le conclave de 1700 qui élit Clément XI. Le Roi lui fait prolonger son séjour en Italie pour négocier notamment avec la république de Venise.
Le roi le chargea encore d'accompagner Philippe V en Espagne en décembre 1700-janvier 1701 afin de l'aider à installer son pouvoir.
Il y reste jusqu'en 1703 , rentre en France et se retrouve pourvu de l'abbaye de Saint Germain des Prés.
Il y meurt et y fut enterré à l'âge de 87 ans après avoir été évêque 59 ans et cardinal 53 ans,.
C'est lui qui consacra l'église Saint-Montain de La Fère en 1657, en présence de Louis XIV, de la reine mère Anne d'Autriche, du duc d'Anjou, du cardinal Mazarin et de quantité de seigneurs.
Dans l'espoir, dit-on, d'être nommé à la tête du conseil de Conscience chargé de désigner les titulaires des plus hautes charges ecclésiastiques, il fit construire et offrit au roi les sphères de Coronelli (voir Chronologie des globes de Coronelli).

## Armes
Ses armes sont écartelé aux 1 et 4 d'argent, fretté de sable de six pièces au chef d'or chargé de trois merlettes de sable qui est d'Estrées, aux 2 et 3 d'or au lion d'azur, couronné et lampassé de gueules qui est La Cauchie,.

## Galerie

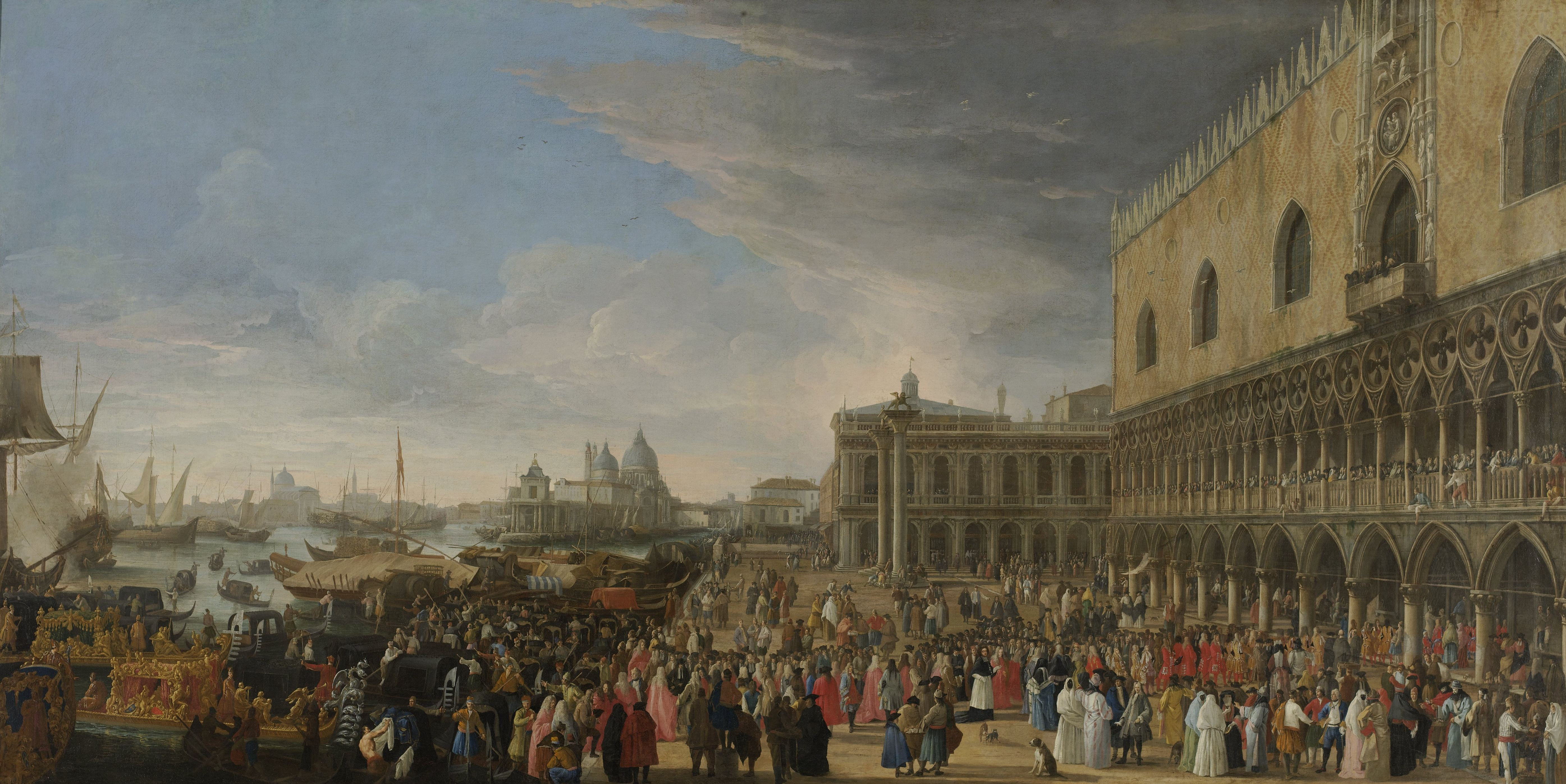
Luca Carlevarijs, Réception du cardinal César d'Estrées à Venise en 1706, Amsterdam, Rijksmuseum.